# Коннер, Барт
Барт Ко́ннер (англ. Bart Conner; родился 28 марта 1958 года, Мортон-Гроув, Иллинойс) — американский гимнаст. Будучи членом мужской команды по спортивной гимнастике, в 1984 году на летних Олимпийских играх Коннер выиграл две золотые медали. В настоящее время вместе со своей женой, румынской Олимпийской медалисткой Надей Команечи он владеет и управляет академией гимнастики Bart Conner Gymnastics Academy в городе Норман, штат Оклахома, владеет также спортивными магазинами, активно участвует в благотворительной деятельности.

## Биография
Коннер родился 28 марта 1958 года в деревне Мортон-Гроув, штат Иллинойс. Заниматься гимнастикой начал, ещё учась в школе. Потом тренировался, учась в школе Niles West High School, которую окончил в 1976 году.
Позже он учился в университете Оклахомы, где работал с тренером Paul Ziert. Университет он закончил в 1984 году. Там же он состоял в сборной команде, завоевав в 1981 году награду Ниссен (Nissen Award), присуждаемую лучшему американскому гимнасту.
В январе 1990 года Олимпийская гимнастка Надя Команечи, чтобы остаться жить в США, надумала участвовать там в шоу The Pat Sajak Show. Коннер, с которым Команечи была уже знакома, узнал об этом и также захотел участвовать в шоу. В 1994 году спортсмены ездили на Родину Команечи в Бухарест. Они поженились 27 апреля 1996 года.
В семье спортсменов растет сын Дилан Павел Коннер (2006 г. р.).

## Спортивные достижения
В 1972 году в 14 лет Барт Коннер выиграл юниорский чемпионат США, потом, в 17 лет — чемпионат федерации гимнастики США. Коннер был самым молодым членом олимпийской сборной на летних Олимпийских играх 1976 года. Коннер также завоевал бронзовую медаль на Панамериканских играх 1975 года.
На летних Олимпийских играх 1980 года в Москве он не принимал участия из-за их бойкота рядом стран. В 1983 году Коннер на соревнованиях повредил левый бицепс. Однако после операции и интенсивной терапии в 1984 году на летних Олимпийских играх в отсутствии сильнейших гимнастов мира (Бойкот Олимпийских игр в Лос-Анджелесе) завоевал две золотые медали в командном многоборье и на брусьях Его победа на брусьях помогла команде США завоевать первую золотую медаль Олимпиады в спортивной гимнастике за 80 лет..
Коннер завоевывал медали в спортивной гимнастике всех уровней — от национальных до международных. Спортсмен был включен в Залы славы: Олимпийский Зал славы (1991), Зал славы США в гимнастике (1996), Спортивный Зал славы Оклахомы (1997) и Международный Зал славы гимнастики (1997)».